# ジェニファー・ストーン
ジェニファー・ストーン（Jennifer Stone, 1993年2月12日 - ）は、アメリカ合衆国の女優である。

## 出演作品

### テレビ
- ボディ・オブ・プルーフ 死体の証言
- ウェイバリー通りのウィザードたち（ハーパー・アン・フィンケル）
- WITHOUT A TRACE/FBI 失踪者を追え!
- Dr.HOUSE

### 映画
- ハリエットはティーン・スパイ
- ウェイバリー通りのウィザードたち ザ・ムービー（ハーパー・アン・フィンケル）
- ウォルター少年と、夏の休日（マーサ）